# Lill-Bergvattnet, Jämtland
Lill-Bergvattnet är en sjö i Strömsunds kommun i Jämtland och ingår i Ångermanälvens huvudavrinningsområde. Sjön har en area på 0,104 kvadratkilometer och ligger 463,5 meter över havet. Sjön avvattnas av vattendraget Bergvattensbäcken.

## Delavrinningsområde
Lill-Bergvattnet ingår i det delavrinningsområde (716068-147095) som SMHI kallar för Utloppet av Lill-Bergvattnet. Medelhöjden är 497 meter över havet och ytan är 3,5 kvadratkilometer. Det finns inga avrinningsområden uppströms utan avrinningsområdet är högsta punkten. Bergvattensbäcken som avvattnar avrinningsområdet har biflödesordning 5, vilket innebär att vattnet flödar genom totalt 5 vattendrag innan det når havet efter 262 kilometer. Avrinningsområdet består mestadels av skog (94 procent). Avrinningsområdet har 0,16 kvadratkilometer vattenytor vilket ger det en sjöprocent på 4,5 procent.